# 塞里尼亚克
塞里尼亚克（法語：Sérignac，法語發音：[seʁiɲak]）是法国奥克西塔尼大区塔恩-加龙省的一个市镇，属于卡斯泰尔萨拉桑区。

## 地理
塞里尼亚克（43°55'16"N, 1°1'19"E）面积32.43 平方千米，位于法国奧克西塔尼大區塔恩-加龙省，该省份为法国西南部内陆省份，北起顺时针与洛特省、阿韦龙省、塔恩省、上加龙省、热尔省和洛特-加龙省接壤。
与塞里尼亚克接壤的市镇（或旧市镇、城区）包括：博蒙德洛马涅、贝尔贝斯、库蒂尔、埃斯帕尔萨克、法若勒、加尔冈维拉、拉拉泽、维格龙。

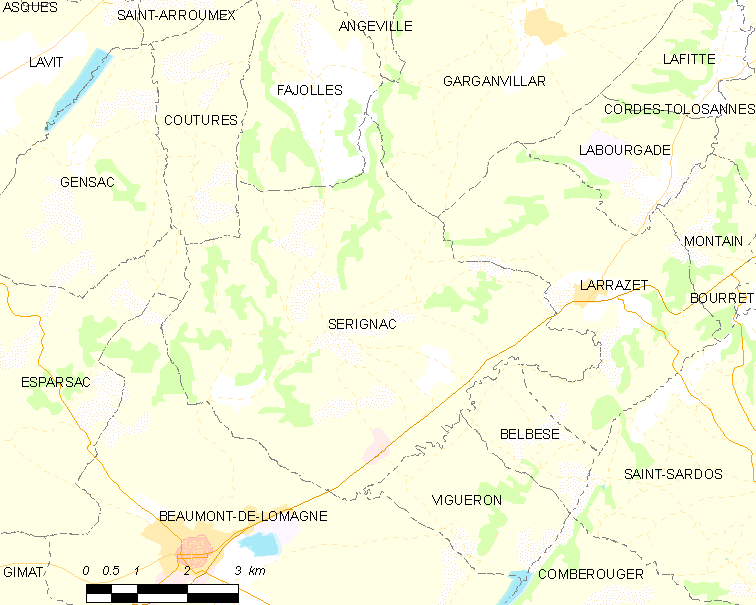
塞里尼亚克的OSM定位图

塞里尼亚克的时区为UTC+01:00、UTC+02:00（夏令时）。

## 行政
塞里尼亚克的邮政编码为82500，INSEE市镇编码为82180。

## 政治
塞里尼亚克所属的省级选区为博蒙德洛马涅县。

## 人口

1962-2008年间塞里尼亚克人口变化图示

塞里尼亚克于2022年1月1日时的人口数量为521人。